# Preliminariile Campionatului European de Fotbal 2012 - Grupa A
Clasamentul și rezultatele din Grupa A a Preliminariilor Euro 2012.

## Clasament
| Legend                             |
| ---------------------------------- |
| Calificată direct la turneul final |
| Avansată în play-off               |

| Echipa      | MJ | V  | E | Î | GM | GP | DG  | Pct |
| ----------- | -- | -- | - | - | -- | -- | --- | --- |
| Germania    | 10 | 10 | 0 | 0 | 34 | 7  | +27 | 30  |
| Turcia      | 10 | 5  | 2 | 3 | 13 | 11 | +2  | 17  |
| Belgia      | 10 | 4  | 3 | 3 | 21 | 15 | +6  | 15  |
| Austria     | 10 | 3  | 3 | 4 | 16 | 17 | −1  | 12  |
| Azerbaidjan | 10 | 2  | 1 | 7 | 10 | 26 | −16 | 7   |
| Kazahstan   | 10 | 1  | 1 | 8 | 6  | 24 | −18 | 4   |

|             | Austria | Azerbaidjan | Belgia | Germania | Kazahstan | Turcia |
| ----------- | ------- | ----------- | ------ | -------- | --------- | ------ |
| Austria     | —       | 3–0         | 0–2    | 1–2      | 2–0       | 0–0    |
| Azerbaidjan | 1–4     | —           | 1–1    | 1–3      | 3–2       | 1–0    |
| Belgia      | 4–4     | 4–1         | —      | 0–1      | 4–1       | 1–1    |
| Germania    | 6–2     | 6–1         | 3–1    | —        | 4–0       | 3–0    |
| Kazahstan   | 0–0     | 2–1         | 0–2    | 0–3      | —         | 0–3    |
| Turcia      | 2–0     | 1–0         | 3–2    | 1–3      | 2–1       | —      |

## Rezultate și program
Programul Grupei A au fost negociate între participanți la o întâlnire în Frankfurt, Germania, pe 21 și 22 februarie 2010.
| Kazahstan | 0 – 3  | Turcia                       |
| --------- | ------ | ---------------------------- |
|           | Report | Arda 24' Hamit 26' Nihat 76' |

| Belgia | 0 – 1  | Germania  |
| ------ | ------ | --------- |
|        | Report | Klose 51' |

| Turcia                       | 3 – 2  | Belgia              |
| ---------------------------- | ------ | ------------------- |
| Hamit 48' Semih 66' Arda 78' | Report | Van Buyten 28', 68' |

| Austria                 | 2 – 0  | Kazahstan |
| ----------------------- | ------ | --------- |
| Linz 90+1' Hoffer 90+2' | Report |           |

| Germania                                                                          | 6 – 1  | Azerbaidjan |
| --------------------------------------------------------------------------------- | ------ | ----------- |
| Westermann 28' Podolski 45+1' Klose 45+2', 90+2' Sadygov 53' (o.g.) Badstuber 86' | Report | Javadov 62' |

| Kazahstan | 0 – 2  | Belgia            |
| --------- | ------ | ----------------- |
|           | Report | Ogunjimi 52', 70' |

| Austria                        | 3 – 0  | Azerbaidjan |
| ------------------------------ | ------ | ----------- |
| Prödl 3' Arnautović 53', 90+2' | Report |             |

| Germania                | 3 – 0  | Turcia |
| ----------------------- | ------ | ------ |
| Klose 42', 87' Özil 79' | Report |        |

| Azerbaidjan       | 1 – 0  | Turcia |
| ----------------- | ------ | ------ |
| R. F. Sadygov 38' | Report |        |

| Kazahstan | 0 – 3  | Germania                         |
| --------- | ------ | -------------------------------- |
|           | Report | Klose 48' Gómez 76' Podolski 85' |

| Belgia                                             | 4 – 4  | Austria                                       |
| -------------------------------------------------- | ------ | --------------------------------------------- |
| Vossen 11' Fellaini 47' Ogunjimi 87' Lombaerts 89' | Report | Schiemer 14', 62' Arnautović 29' Harnik 90+3' |

| Austria | 0 – 2  | Belgia         |
| ------- | ------ | -------------- |
|         | Report | Witsel 6', 50' |

| Germania                      | 4 – 0  | Kazahstan |
| ----------------------------- | ------ | --------- |
| Klose 3', 88' Müller 25', 43' | Report |           |

| Turcia                 | 2 – 0  | Austria |
| ---------------------- | ------ | ------- |
| Arda 28' Gökhan G. 78' | Report |         |

| Belgia                                                 | 4 – 1  | Azerbaidjan |
| ------------------------------------------------------ | ------ | ----------- |
| Vertonghen 12' Simons 32' (pen.) Chadli 45' Vossen 74' | Report | Abishov 16' |

| Kazahstan       | 2 – 1  | Azerbaidjan |
| --------------- | ------ | ----------- |
| Gridin 57', 68' | Report | Nadirov 63' |

| Austria              | 1 – 2  | Germania       |
| -------------------- | ------ | -------------- |
| Friedrich 50' (o.g.) | Report | Gómez 44', 90' |

| Belgia      | 1 – 1  | Turcia    |
| ----------- | ------ | --------- |
| Ogunjimi 4' | Report | Burak 22' |

| Azerbaidjan     | 1 – 3  | Germania                          |
| --------------- | ------ | --------------------------------- |
| M. Hüseynov 89' | Report | Özil 30' Gómez 41' Schürrle 90+3' |

| Azerbaidjan   | 1 – 1  | Belgia            |
| ------------- | ------ | ----------------- |
| R. Aliyev 86' | Report | Simons 55' (pen.) |

| Turcia               | 2 – 1  | Kazahstan      |
| -------------------- | ------ | -------------- |
| Burak 31' Arda 90+6' | Report | Konysbayev 55' |

| Germania                                                   | 6 – 2  | Austria                   |
| ---------------------------------------------------------- | ------ | ------------------------- |
| Klose 8' Özil 23', 47' Podolski 28' Schürrle 83' Götze 88' | Report | Arnautović 42' Harnik 51' |

| Azerbaidjan                                   | 3 – 2  | Kazahstan                      |
| --------------------------------------------- | ------ | ------------------------------ |
| R. Aliyev 53' Shukurov 62' (pen.) Javadov 67' | Report | Ostapenko 20' Yevstigneyev 77' |

| Austria | 0 – 0  | Turcia |
| ------- | ------ | ------ |
|         | Report |        |

| Azerbaidjan | 1 – 4  | Austria                                       |
| ----------- | ------ | --------------------------------------------- |
| Nadirov 74' | Report | Ivanschitz 34' Janko 52', 62' Junuzović 90+1' |

| Turcia    | 1 – 3  | Germania                                       |
| --------- | ------ | ---------------------------------------------- |
| Hakan 79' | Report | Gómez 35' Müller 66' Schweinsteiger 86' (pen.) |

| Belgia                                                | 4 – 1  | Kazahstan              |
| ----------------------------------------------------- | ------ | ---------------------- |
| Simons 40' (pen.) Hazard 43' Kompany 49' Ogunjimi 84' | Report | Nurdauletov 86' (pen.) |

| Kazahstan | 0 – 0  | Austria |
| --------- | ------ | ------- |
|           | Report |         |

| Germania                        | 3 – 1  | Belgia       |
| ------------------------------- | ------ | ------------ |
| Özil 30' Schürrle 33' Gómez 48' | Report | Fellaini 86' |

| Turcia    | 1 – 0  | Azerbaidjan |
| --------- | ------ | ----------- |
| Burak 60' | Report |             |

## Suspendări
9 goluri
- Miroslav Klose

6 goluri
- Mario Gómez

5 goluri
| - Mesut Özil | - Marvin Ogunjimi |  |

4 goluri
| - Marko Arnautović | - Arda Turan |  |

3 goluri
| - Timmy Simons - Lukas Podolski | - Thomas Müller - André Schürrle | - Burak Yilmaz |

2 goluri
| - Martin Harnik - Marc Janko - Franz Schiemer - Rauf Aliyev | - Vagif Javadov - Vüqar Nadirov - Marouane Fellaini - Daniel Van Buyten | - Jelle Vossen - Axel Witsel - Sergey Gridin - Hamit Altıntop |

1 gol
| - Erwin Hoffer - Andreas Ivanschitz - Zlatko Junuzović - Roland Linz - Sebastian Prödl - Ruslan Abishov - Murad Hüseynov - Rashad Sadygov - Mahir Shukurov | - Nacer Chadli - Eden Hazard - Vincent Kompany - Nicolas Lombaerts - Jan Vertonghen - Holger Badstuber - Mario Götze - Bastian Schweinsteiger - Heiko Westermann | - Ulan Konysbayev - Kairat Nurdauletov - Sergei Ostapenko - Vitali Yevstigneyev - Hakan Balta - Gökhan Gönül - Nihat Kahveci - Semih Șentürk |

1 autogol
| - Rashad Sadygov (împotriva Germaniei) | - Arne Friedrich (împotriva Austriei) |  |

## Prezențe la meci
| Echipa      | Cea mai mare | Cea mai mică | Total   | Medie  |
| ----------- | ------------ | ------------ | ------- | ------ |
| Austria     | 47.500       | 22.500       | 189.000 | 37.800 |
| Azerbaidjan | 29.858       | 6.000        | 83.770  | 16.754 |
| Belgia      | 44.185       | 24.231       | 174.285 | 34.857 |
| Germania    | 74.244       | 43.751       | 267.640 | 53.528 |
| Kazahstan   | 18.000       | 8.500        | 63.300  | 12.660 |
| Turcia      | 49.532       | 32.174       | 213.420 | 42.684 |